# Lauder Church

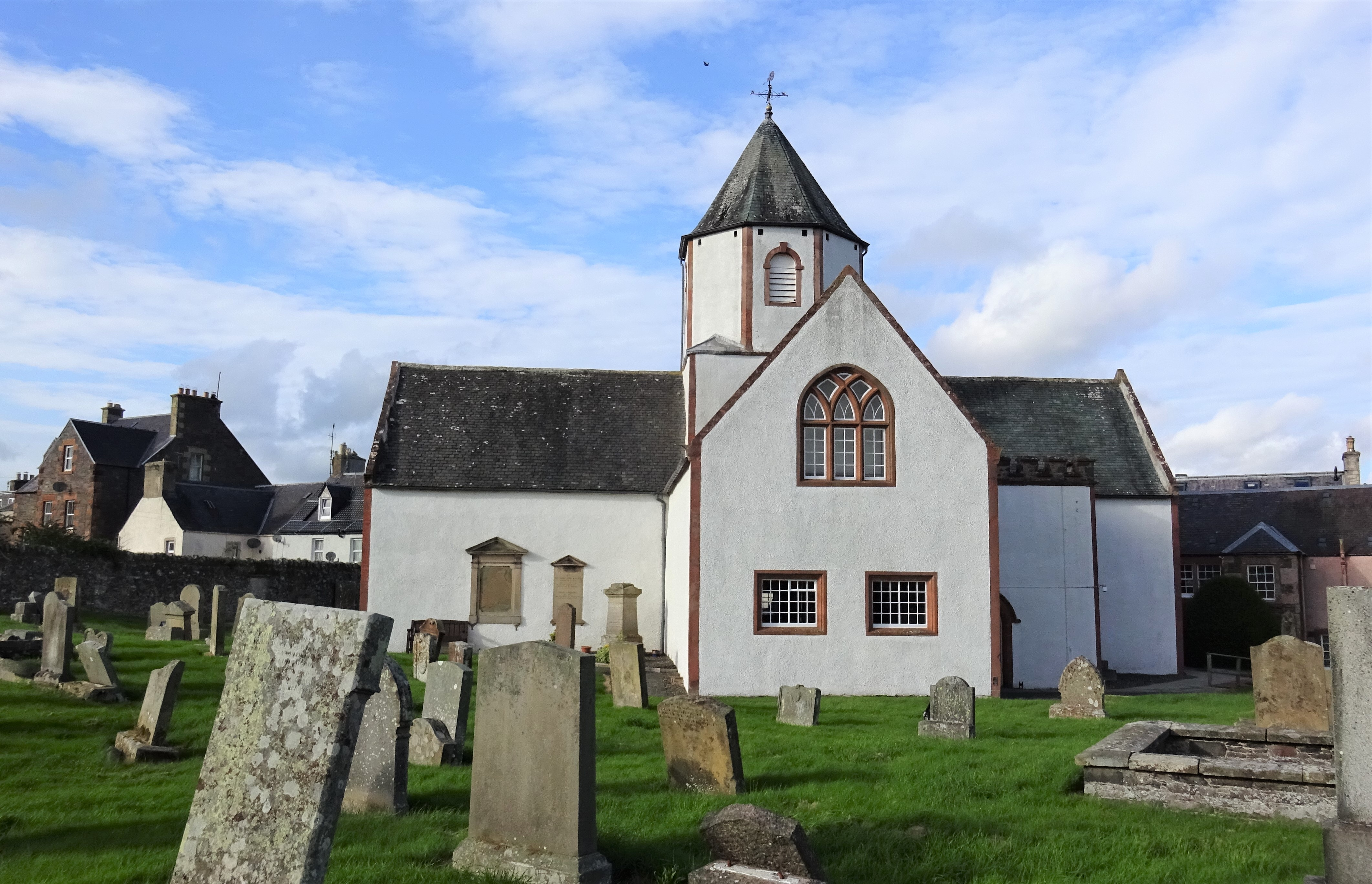
Lauder Church

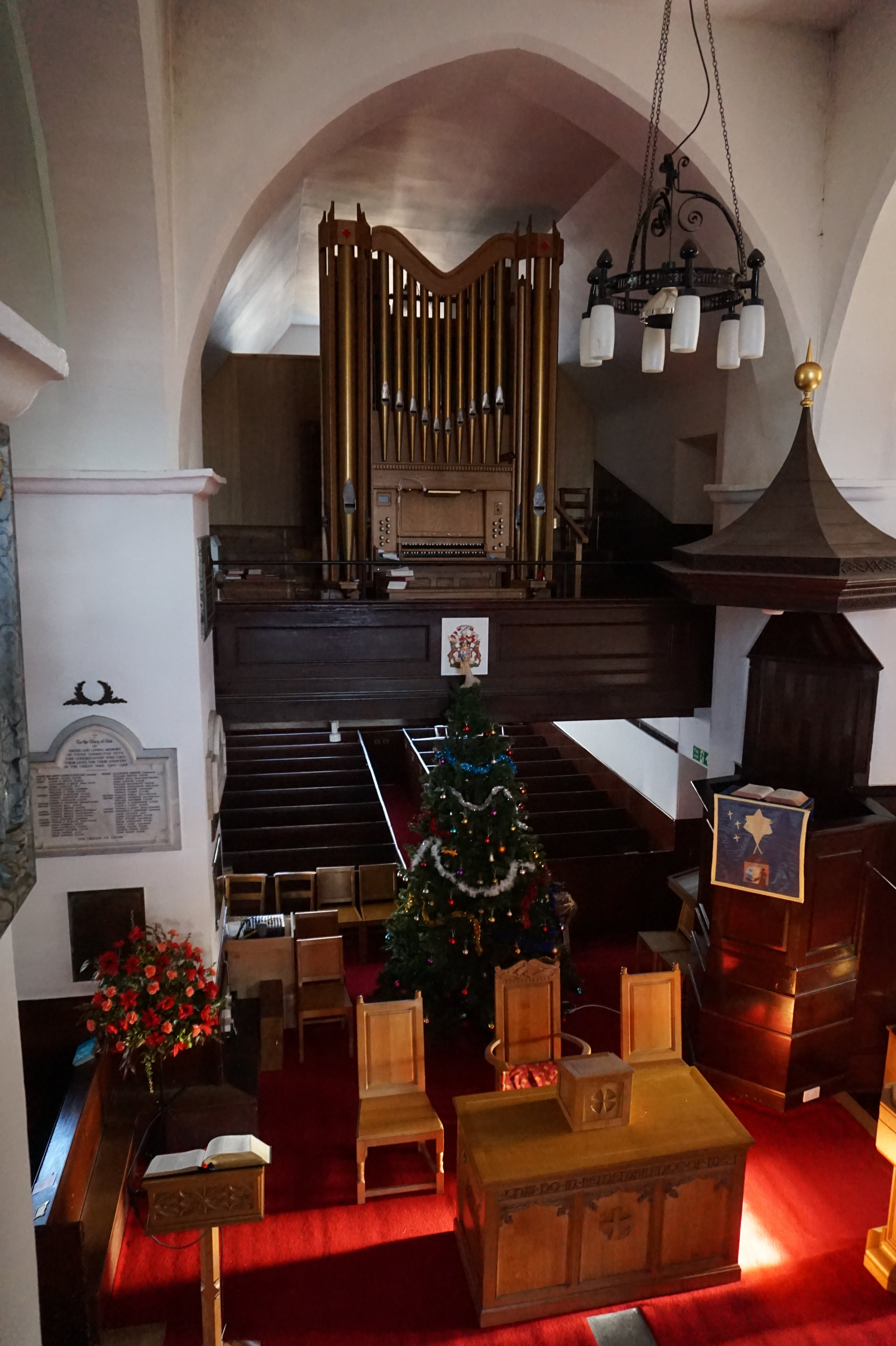
Blick über den Innenraum

Die Lauder Church ist ein Kirchengebäude der presbyterianischen Church of Scotland. Es liegt in der schottischen Ortschaft Lauder in der Council Area Scottish Borders. 1971 wurde das Bauwerk in die schottischen Denkmallisten der höchsten Denkmalkategorie A aufgenommen.

## Geschichte
Spätestens 1153 ließ Hugh de Morville eine Kirche nahe einem Fort unweit der heutigen Lauder Church erbauen. Der Clan Maitland erwarb das Fort und baute es sukzessive zum heutigen Thirlestane Castle aus. Im Jahre 1617 gab das schottische Parlament einem Antrag auf Verlegung der Kirche statt. Es sollte jedoch bis 1673 dauern, bis John Maitland, 1. Duke of Lauderdale das Vorhaben anstieß. Eine Überlieferung besagt, dass die heutige Lauder Church eine Bogenschussweite von Thirlestane Castle entfernt erbaut wurde. In den Jahren 1820, 1864 sowie 1904 wurde das Gebäude modernisiert. Zwischen 1969 und 1973 wurde die Lauder Church restauriert.

## Beschreibung
Die Lauder Church steht am ehemaligen Marktplatz der Ortschaft. Sie weist einen kreuzförmigen Grundriss auf, wobei sämtliche vier Schenkel dieselbe Länge besitzen; eine Struktur, die in Schottland vermutlich einmalig ist. Ihr Mauerwerk besteht aus Bruchstein mit Natursteindetails. Die Fassaden sind mit Harl verputzt. Einige Elemente weisen schlichte neogotische Details auf, ohne dass das gesamte Gebäude in diesem Stil gestaltet ist. Es sitzt ein Vierungsturm mit quadratischem Grundriss auf. Dieser setzt sich oktogonal fort und schließt mit einem Zeltdach mit Wetterfahne. Sämtliche Dächer sind mit grauem Schiefer eingedeckt. Der Innenraum entspricht zu weiten Teilen nicht mehr dem Originalzustand.

## Nachreformatorische Pfarrer bis 1896
- Ninian Borthwick (1567–1574)
- William Frank (1547–1576)
- John Knox (1576–1582)
- Alexander Lauder (1584–1613)
- James Burnet (1615–1636)
- James Guthrie (1642–1649)
- William Johnstone (1652–1659)
- David Forrester (1661–1684)
- John Lumsden (1685–1689)
- William Abercromby (1693–1697)
- Andrew Duncanson (1700–1706)
- John Logan (1707–1718)
- Thomas Pitcairnes (1720–1735)
- James Lindsay (1736–1746)
- Robert Fisher (1747–1753)
- James Ford (1753–1810)
- Peter Cosens (1811–1845)
- William Smith (1845–1858)
- Donald Macleod (1858–1862)
- James Middleton (1862–1874)
- A.B.S. Watson (1875–1876)
- Thomas Martin (ab 1876)

Quelle: